# Horný Lieskov
Horný Lieskov (maďarsky Felsőmogyoród) je obec na Slovensku v okrese Považská Bystrica v Trenčínském kraji. Žije zde 434 obyvatel. První písemná zmínka o obci pochází z roku 1241. V obci je barokní kostel svatého Kříže z 16. století.